# Geld auf der Straße (film 1930)
Geld auf der Straße (lett.Soldi sulla strada) è una commedia romantica austro-tedesca del 1930 diretta da Georg Jacoby e interpretata da Lydia Pollman, Georg Alexander e Franz Schafheitlin. È degna di nota per il debutto sullo schermo di Hedy Lamarr, che fece una breve apparizione come comparsa.

## Trama
Una giovane donna cerca di sfuggire al matrimonio con un fidanzato noioso ma ricco.